# Pandíon II
En la mitología griega Pandíon o Pandión II (en griego Πανδίων / Pandíōn) era uno de los reyes de Atenas, según la mayoría de los atidógrafos, e hijo de Cécrope. Algunos eruditos creen que este Pandíon fue una figura inventada para rellenar un hueco en la cronología de los gobernantes míticos de Atenas. Pausanias lo llama padre de Procne y Filomela, que son hijas en realidad del anterior Pandíon, lo que apoya esta teoría. Cástor, sin embargo, dice que su reinado duró veinticinco años.
Se dice que Poseidón aniquiló a Erecteo y su casa. Cécrope, el primogénito de Erecteo, ocupó el trono. Casado con Metiadusa, hija de Eupálamo, engendró un hijo, Pandíon. Éste, que reinó después de Cécrope, fue expulsado por los hijos de Metión tras una sedición, y marchando a Mégara ante Pilas, desposó a su hija, Pilia, también llamada Pelea. Más tarde llegó a ser incluso rey de la ciudad al cederle el trono Pilas, quien tras matar a su tío paterno Biante se dirigió al Peloponeso con alguna gente y fundó la ciudad de Pilos. Mientras Pandíon estuvo en Mégara engendró a los siguientes hijos: Egeo, Palante, Niso y Lico; algunos dicen que Egeo era hijo de Escirio, pero que Pandíon lo había hecho pasar por suyo. Hija de Pandíon fue al menos la esposa de Escirón.
A la muerte de Pandíon sus hijos se marcharon contra Atenas, expulsaron a los Metiónidas y dividieron el mandato en cuatro partes, aunque Egeo ostentaba todo el poder. Estrabón dice que Pandíon le ordenó a Egeo que fuera a la zona costera, otorgándole la posesión de estas tierras como privilegio de primogenitura. A Lico le asignó el frontero jardín de Eubea. Para Niso eligió la tierra vecina de la costa de Escirón, Mégara. Finalmente la tierra que mira al sur fue heredada por el duro Palante, procreador de gigantes».